# Гревенмахер
Гревенмахер (лукс. Gréiwenmaacher  ) је град у Луксембургу.

## Географија
Гревенмахер је општина са градским статусом у југоисточном Луксембургу, главни град Кантона Гревенмахер и Округа Гревенмахер. Град је смештен на левој обали реке Мозел.
Простире се на 12,42 км2. Према попису из 2001. године град Дикирх има 3.734 становника. Према процени 2009. има 4.225 становника.

## Демографија
Попис 15. фебруара 2001:
- Укупна популација: 3.734
  - Мушкарци: 1.777
  - Жене: 1.957

| Националност    | Популација | %      |
| --------------- | ---------- | ------ |
| - Луксембуржани | 2.364      | 63,31% |
| - Португалци    | 556        | 14,89% |
| - Французи      | 103        | 2,76%  |
| - Италијани     | 65         | 1,74%  |
| - Белгијанци    | 81         | 2,17%  |
| - Немци         | 279        | 7,47%  |
| - Југословени   | 55         | 1,47%  |
| - Остали        | 231        | 6,19%  |

## Галерија
- Гревенмахер
- Река Мозел
- Хотел
- Стара кућа